# Краевая обсерватория и планетарий имени Максимилиана Гелля в Жьяре-над-Гроном
Краевая обсерватория и планетарий имени Максимилиана Гелля в Жьяре-над-Гроном (словац. Krajská hvezdáreň a planetárium Maximiliána Hella) — культурно-образовательное учреждение , расположенное в центральнословацком городе Жьяр-над-Гроном (Банскобистрицкий автономный край), в состав которого входят астрономическая обсерватория и планетарий. Целью работы учреждения являются популяризация и распространение информации по астрономии и родственным естественнонаучным темам среди населения, в особенности среди детей и молодёжи. Организационными компонентами учреждения являются Обсерватория города Банска-Бистрица и Обсерватория города Римавска-Собота.
Планетарий находится под куполом с 10-метровым диаметром, в центре которого расположено оптомеханическое устройство «Zeiss Klein Planetarium 2P», а также другие устройства и проекторы. Центральное устройство имитирует звёздное небо, видимое невооруженным глазом, на которое проецируются определённые тела Солнечной системы. Основным устройством части обсерватории является зеркальный телескоп «Максутов-Кассегрен TЕС» с диаметром зеркала 202 мм и фокусным расстоянием 2 200 мм. Кроме того, эта часть обсерватории содержит телескоп LUNT с диаметром объектива 60 мм и фокусным расстоянием 600 мм, который предназначен для наблюдений за солнечной хромосферой. Оба телескопа закреплены на общей монтажной установке Losmandy HGM Titan 50:1. В здании обсерватории и планетария три зала — лекционный зал, зал научной фантастики и зал НЛО, оснащённые оборудованием и материалами, необходимыми для демонстрации происходящих в космосе явлений. Наблюдения также могут осуществляться с двух просмотровых террас: одна из них носит название Солнечной террасы и содержит солнечные панели для демонстрации использования солнечной энергии и несколько солнечных часов.
Как правило, посетителями обсерватории и планетария являются школьники. Каждую пятницу вечером (за исключением государственных праздников и часов технического отключения) планетарий открыт и для остальной аудитории. Во время праздников планетарий также открыт для детей по средам во второй половине дня. В основное содержание посещений включены профессионально-популяризационные программы, однако в дополнение к ним могут быть показаны и музыкальные, релаксационные программы и программы о путешествиях.
Планетарий основан в 1973 году как Окружная обсерватория. Её переименовали в Обсерваторию имени Максимилиана Гелля в 1990 году по случаю 270-й годовщины со дня рождения выдающегося астронома XVIII века Максимилиана Гелля. В 1996 году обсерватория переехала в новое здание, в котором находится и по сей день. Компетенции краевой обсерватории были переданы Окружной обсерватории в 2005 году, обсерватория была переименована в Краевую обсерваторию и планетарий имени Максимилиана Гелля в Жьяре-над-Гроном. С 2012 года директором обсерватории является Петер Аугустин. Первоначальный наблюдательный пункт обсерватории сейчас для посещения закрыт.

## Галерея

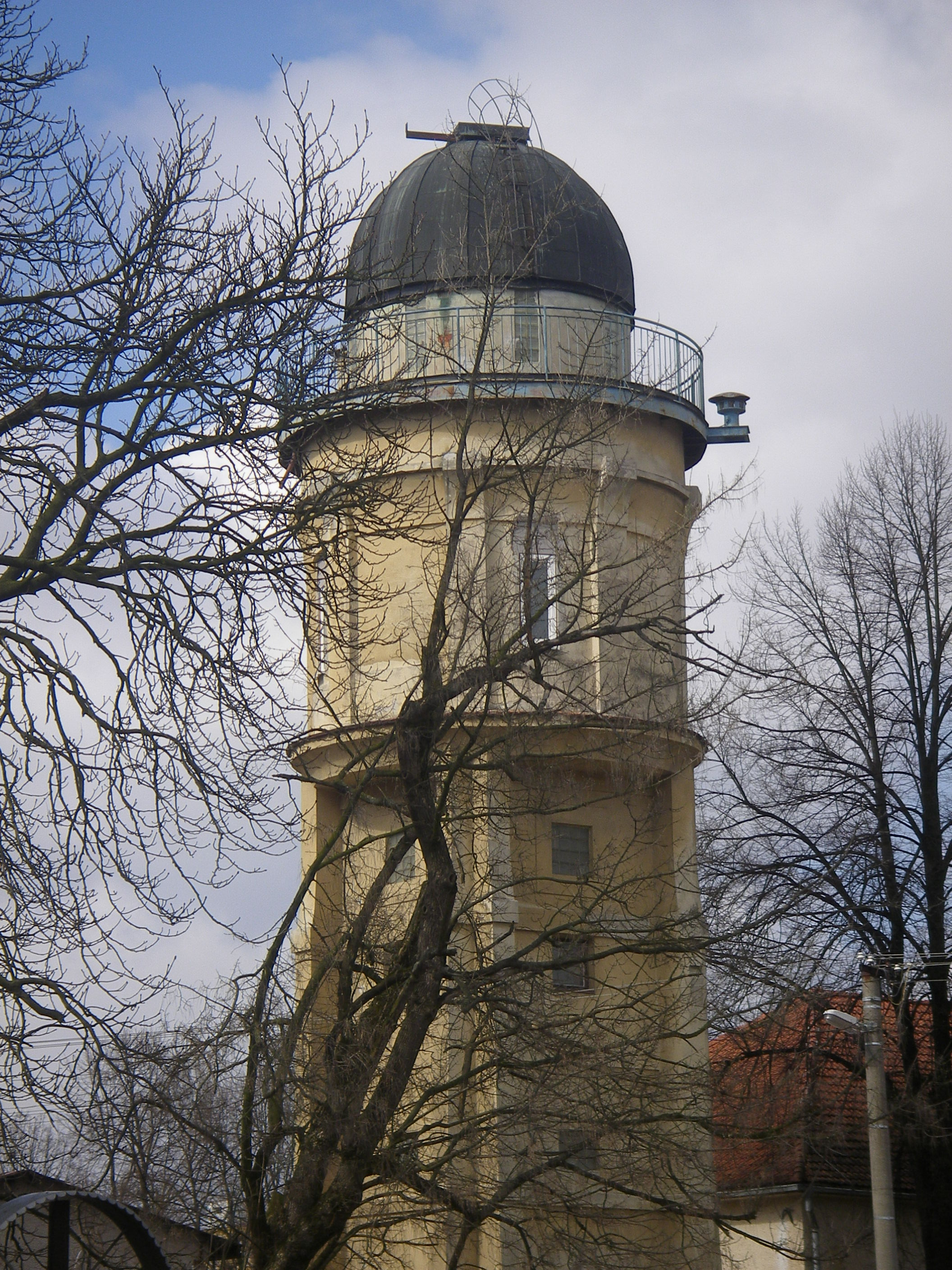
Старая обсерватория, до этого водная станция
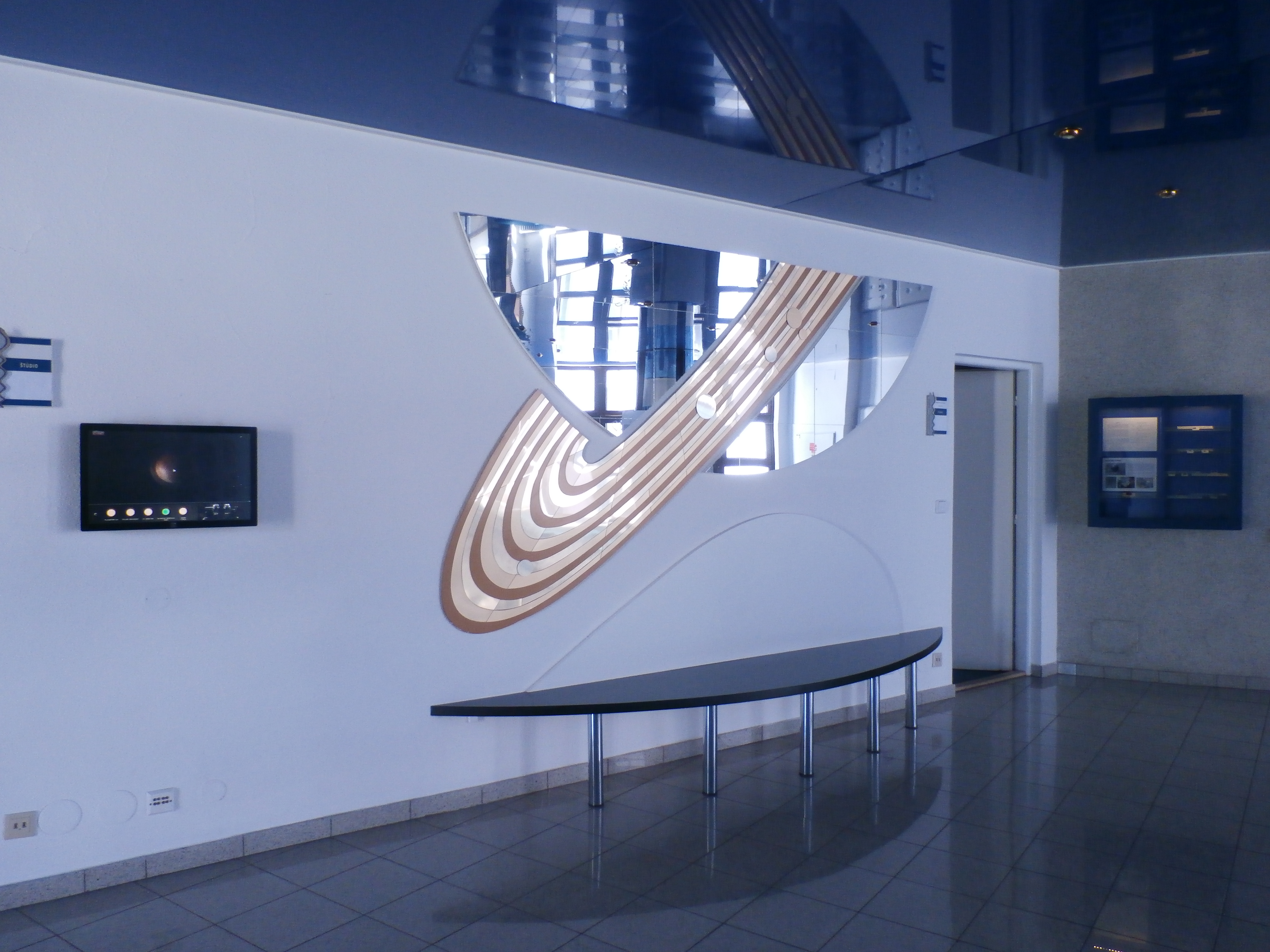
Интерьер нового здания, второй этаж, помещения, открытые для посещения
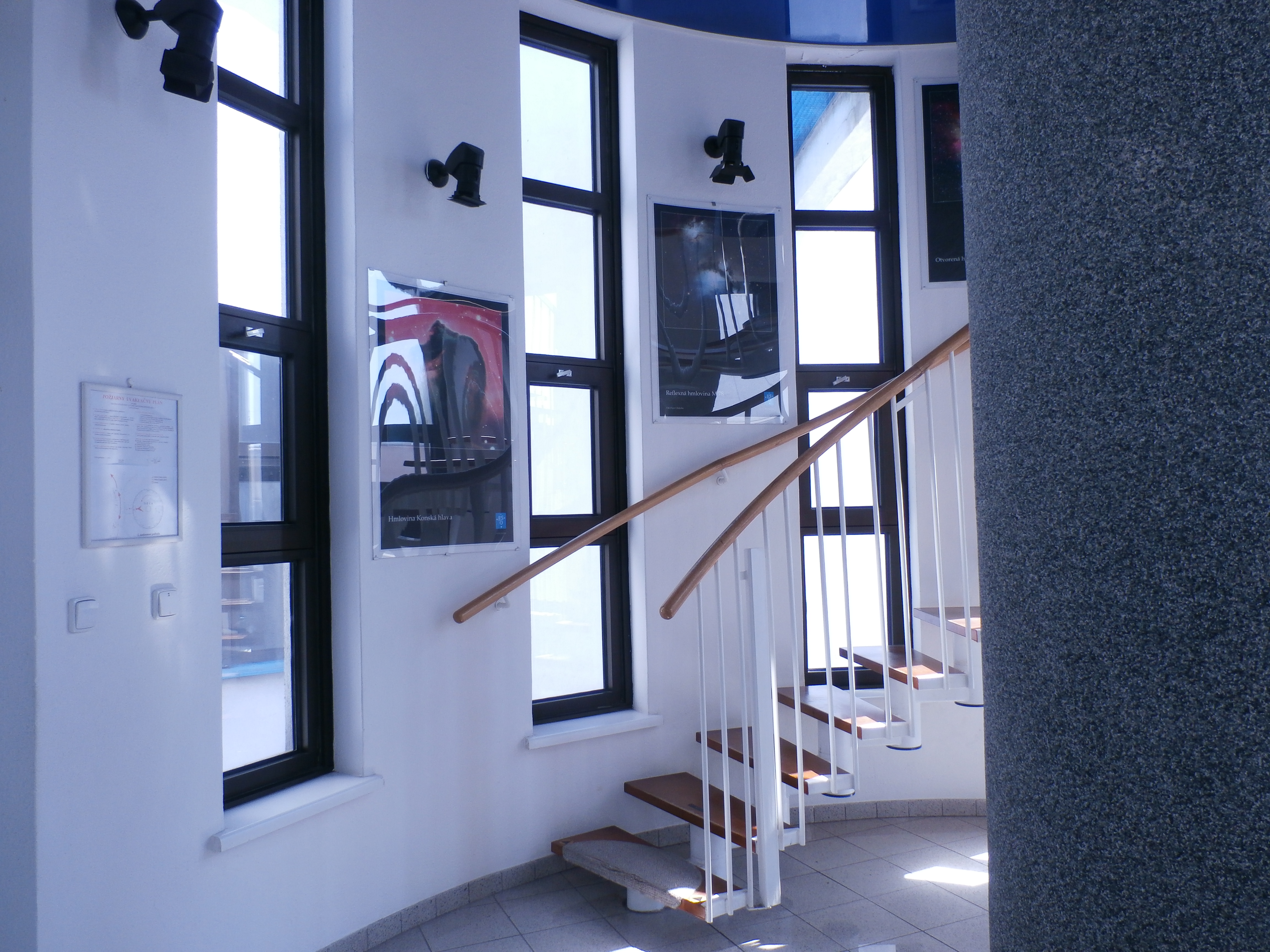
Лестница на купол наблюдательного пункта
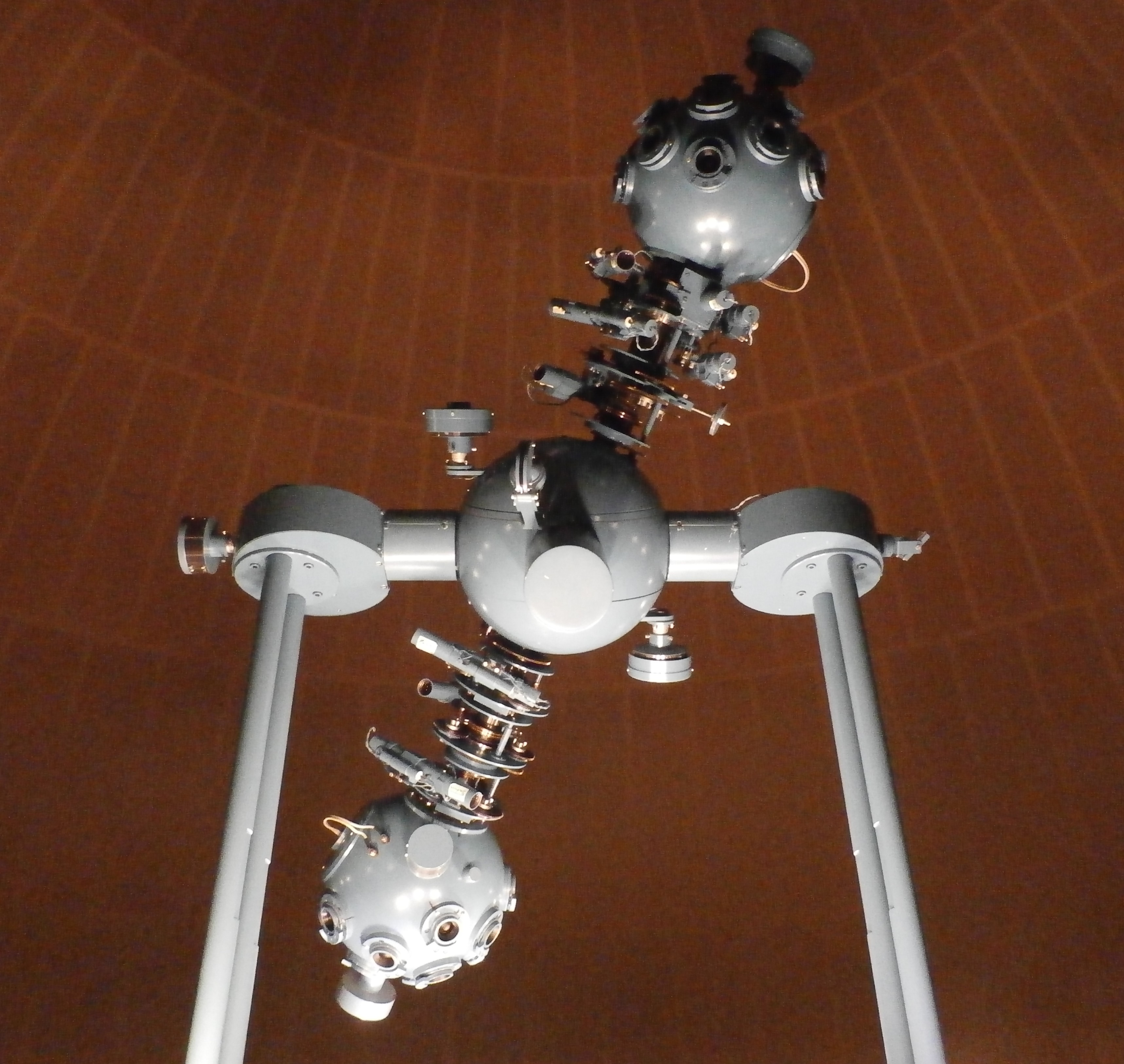
Оптомеханическое устройство ZKP 2P в так называемом "Звёздном зале"
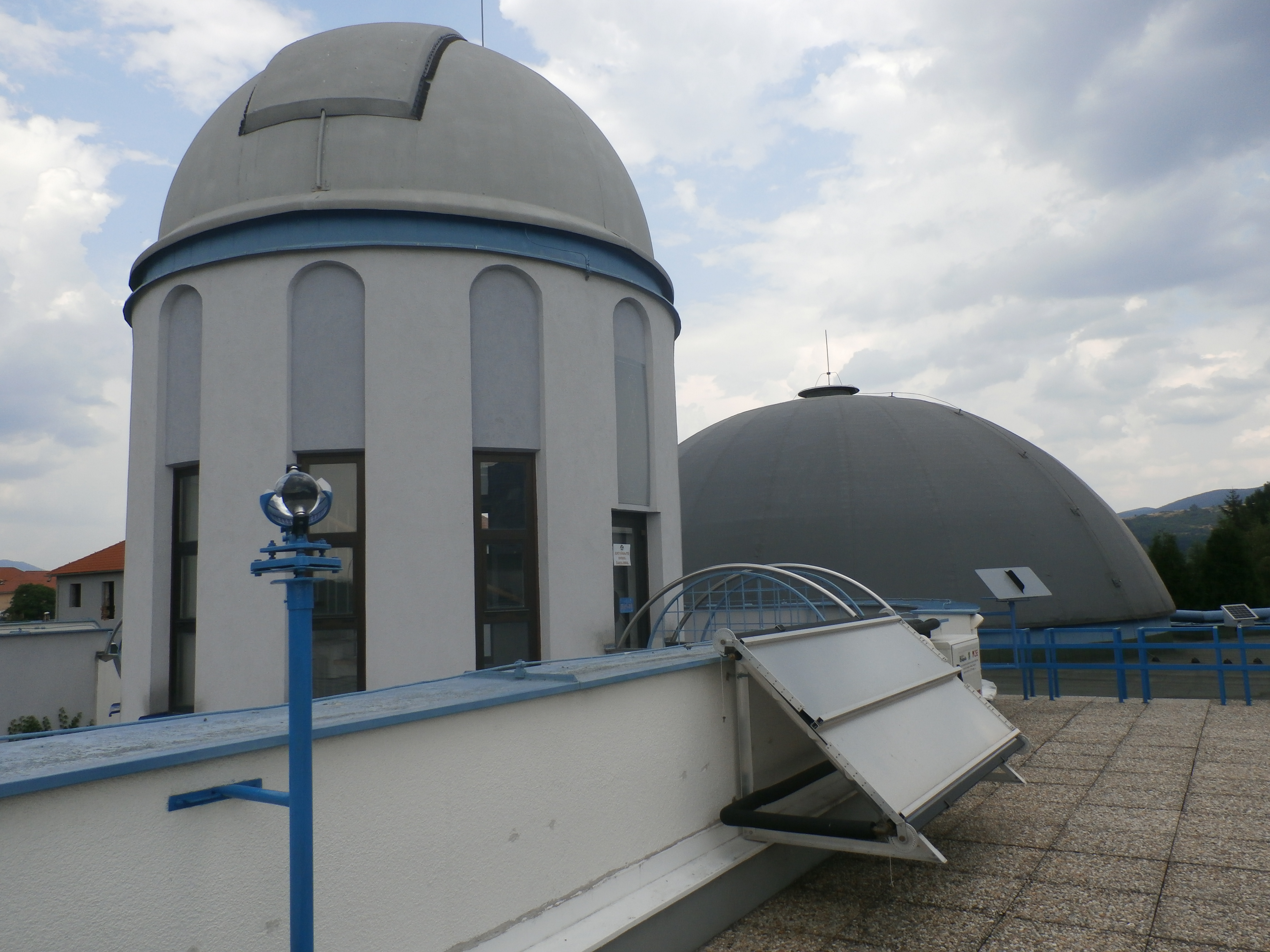
Солнечная терраса. На переднем плане купол обсерватории, на заднем плане - купол Звёздного зала.
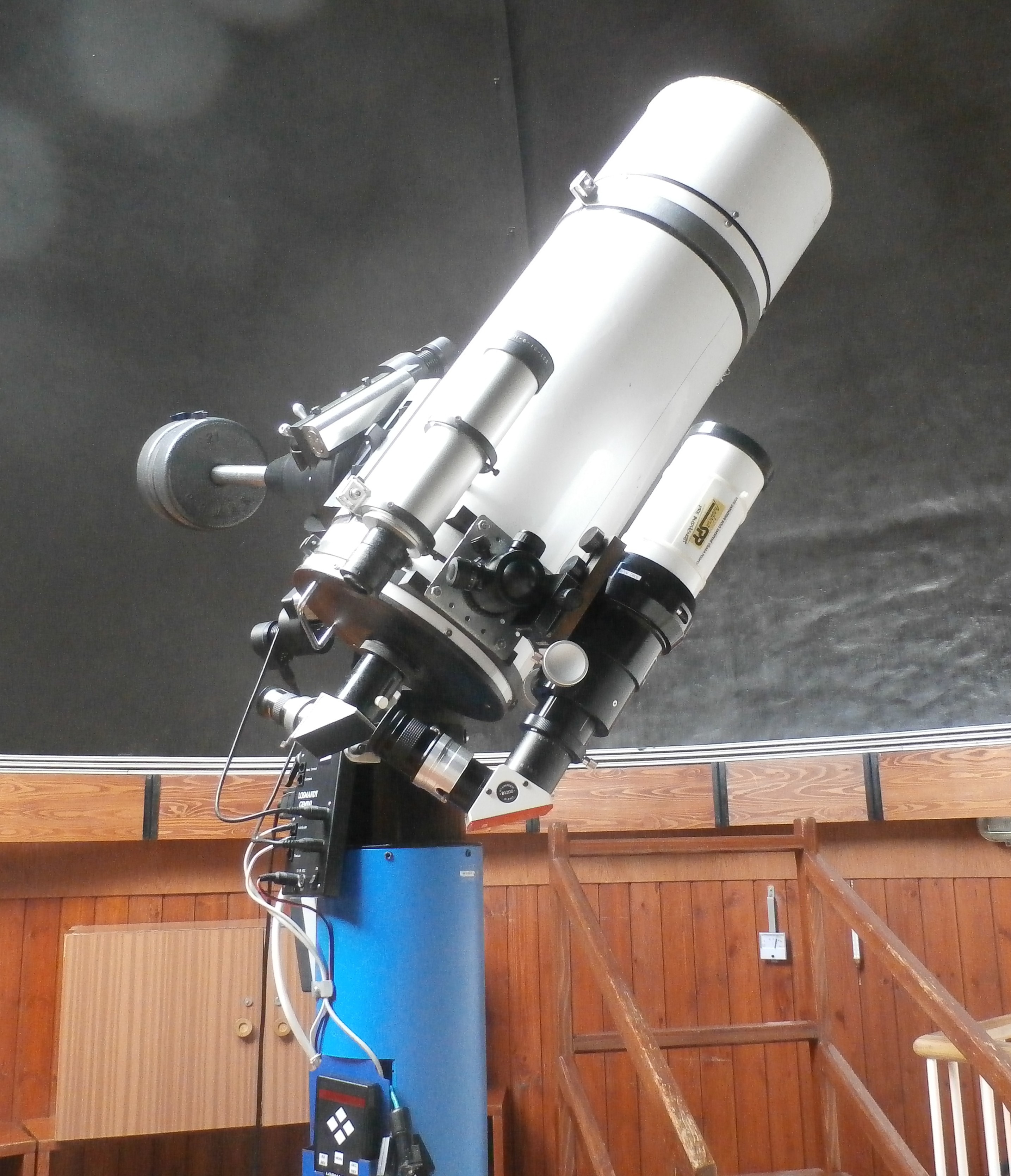
Максутов-Кассегрен ТEC и LUNT